# Richard Oschanitzky
Richard Waldemar Oschanitzky (* 24. Februar 1939 in Timișoara, Königreich Rumänien; † 5. April 1979 in Bukarest, Sozialistische Republik Rumänien) war ein rumänischer Komponist, Arrangeur, Pianist und Dirigent und einer der bekanntesten Jazzmusiker Rumäniens.

## Leben und Wirken
Oschanitzkys Vater, der Komponist Richard Karl Oschanitzky (* 17. Dezember 1901 in Hermannstadt; † 26. Juni 1971 in Biled), war 1939 zum Dirigenten des neu gegründeten Deutschen Symphonieorchesters in Timișoara ernannt worden. Im selben Jahr wurde dort Richard Oschanitzky als Angehöriger der deutschsprachigen Volksgruppe der Banater Schwaben geboren. Er studierte ab 1955 Komposition und Dirigieren am Bukarester Musikkonservatorium unter Mihail Jora. Aus politischen Gründen musste er das Konservatorium 1959 verlassen und arbeitete zunächst als Bandleader und Pianist in Hotels in Bukarest, Mamaia und Brașov (Kronstadt). Später leitete er das Rumänische Rundfunkorchester, das Orchester des staatlichen Schallplattenverlags „Electrecord“, Orchester in der DDR und bei Radio London.
1969 folgten vielbeachtete Auftritte seiner mittlerweile legendären Jazzformation „Freetet“ mit Dan Mândrilă am Tenorsaxophon, Ștefan Berindei am Altsaxophon, Johnny Răducanu und Wolfgang Güttler am Bass und Eugen Gondi bzw. Adrian Ciceu, dem Bruder des bekannten Jazz-Pianisten Eugen Cicero, am Schlagzeug. Mit dieser Formation trat er am 2. Juni 1969 auch in den Kammerspielen des Deutschen Theaters Berlin in der legendären Veranstaltungsreihe Jazz in der Kammer (No. 22) auf. Die Musik dieser Gruppe kann heute als die Geburtsstunde des modernen Jazz in Rumänien betrachtet werden. Richard Oschanitzky war mit der deutschen Zahnärztin Brigitte Laesicke verheiratet, mit der er eine gemeinsame Tochter Sabine (* 9. Juni 1969) hat. Aus einer späteren Beziehung ging noch ein Sohn hervor (* 1976). Oschanitzky nahm an allen wichtigen rumänischen Jazzfestivals teil, etwa in Ploiești, in Costinești und in Hermannstadt. Als Dirigent, Arrangeur, Komponist und Pianist trat er 1973 mit der Sängerin Aura Urziceanu auf.
In etwa dieser Zeit entstanden auch seine sinfonischen Hauptwerke, die er für klassische Orchester, Big Band und Jazzsolisten komponierte:
- Double Concert for Piano, Tenor Saxophone, Symphonic Orchestra and Big Band
- Variationen '71
- Toccata for Piano and Jazz Septet
- Neurasia

In den 1970er Jahren wurde er unter dem Regime des rumänischen Diktators Nicolae Ceaușescu als Angehöriger der deutschen Minderheit mit einem Ausreiseverbot belegt. Er arbeitete unermüdlich an zahlreichen Kompositionen und schrieb die Filmmusik zu 25 rumänischen Spielfilmen.
Oschanitzky starb 1979 40-jährig an den Folgen einer Leberzirrhose.
Der Großteil seines umfangreichen Werkes blieb bis heute unveröffentlicht. Das Double Concert for Piano, Tenor Saxophone, Symphonic Orchestra and Big Band, 1969 in Leipzig uraufgeführt, gelangte erst am 26. November 2004 durch den rumänischen Saxophonisten Nicolas Simion und der Filarmonica de Stat Iași – „Moldova“ unter der Leitung von Oschanitzkys Bruder, dem Dirigenten Peter Oschanitzky (* 5. Oktober 1941 in Timișoara), zur Uraufführung in Iași, Rumänien.
In Iași wurde von dem rumänischen Pianisten Romeo Cosma ein nach Oschanitzy benannter Jazzclub eingerichtet und außerdem gibt es dort seit 1999 das alljährliche „Internationale Jazzfestival Richard Oschanitzky“, organisiert von Alex Vasiliu, dem Redakteur des rumänischen Rundfunks in Iași. 2005 wurde an der Universität Tibiscus in Timișoara auf Betreiben des rumänischen Bassisten Johnny Bota und des amerikanischen Posaunisten Tom Smith eine Jazzabteilung „Richard Oschanitzky“ eingerichtet.

## Diskographie
- ROMANIAN pop music, Volksmusik neu arrangiert von R.Oschanitzky, Electrecord ST EDE 0474 (LP)
- Seria Jazz 3: Orchestra Richard Oschanitzky „Bossanova“, Electrecord, Rumänien 1969 (?) (EP)
- Jam Session (w6874) Friedrich Gulda & Richard Oschanitzky, Electrecord, Rumänien, späte 1960er
- AURA – Aura Urziceanu & Richard Oschanitzky, Electrecord STM-EDE 0834, Rumänien 1973/74 (LP)
- Seria „Jazz Restitutio 2“ – Richard Oschanitzky, Electrecord, Rumänien 1992 (LP)
- Memorial Richard Oschanitzky vol. 1, 7dreamsrecords, Rumänien 2006 (Doppel-CD)